# Hans Rollwagen (Politiker, 1868)

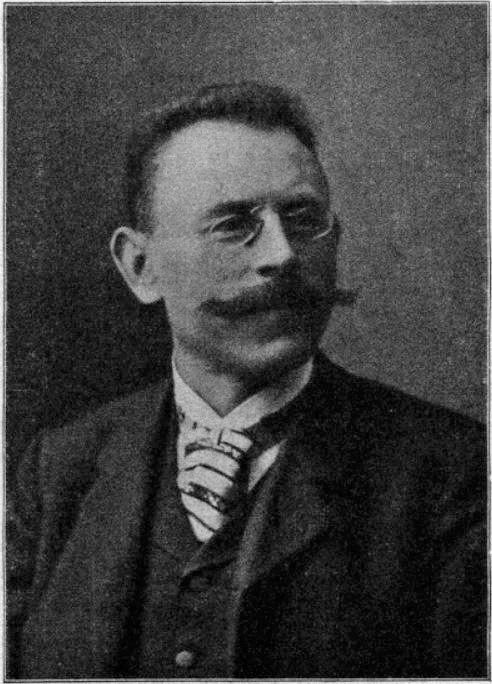
Hans Rollwagen (vor 1912)

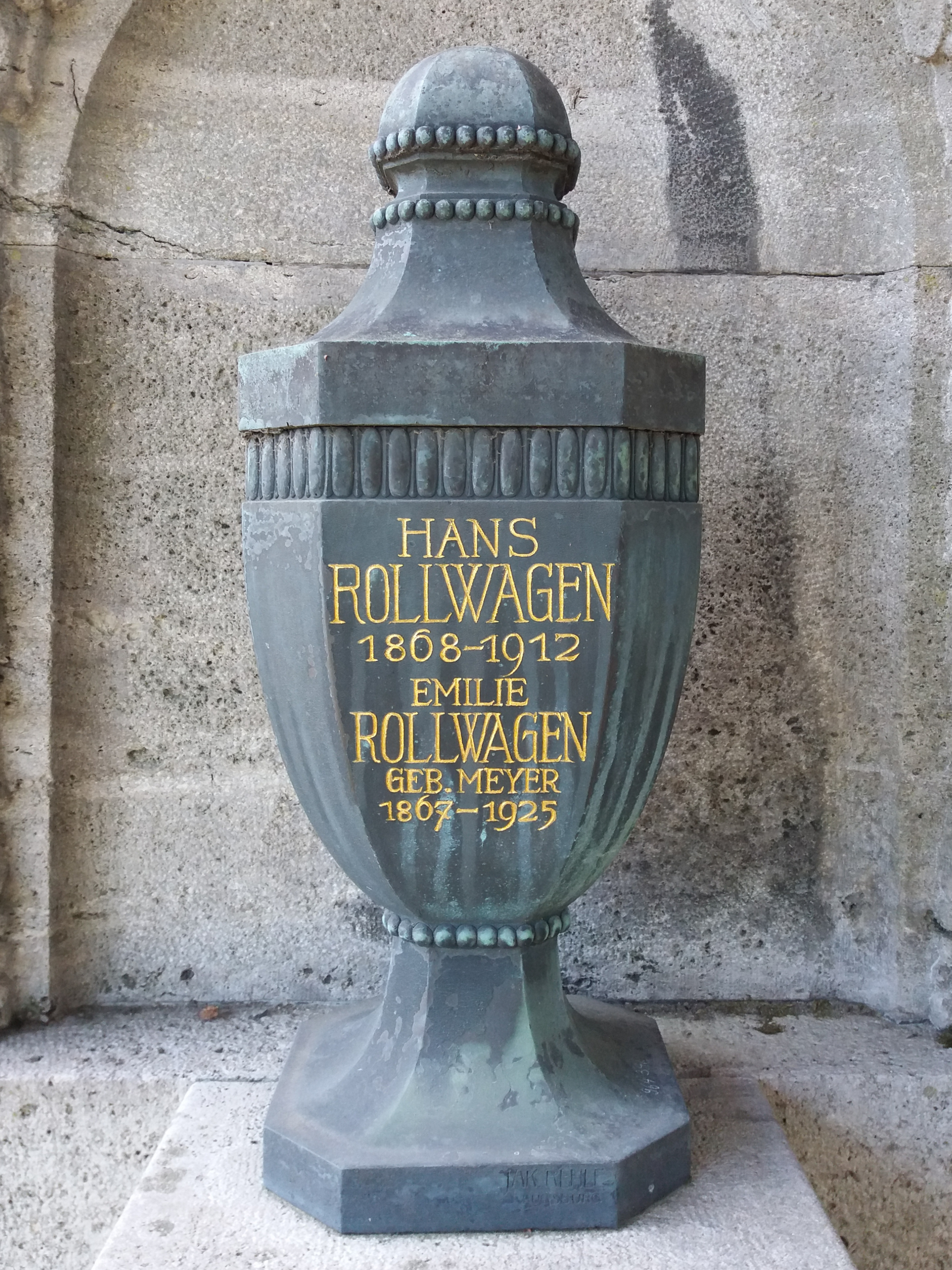
Gedächtnisurne für Hans Rollwagen und seine Ehefrau

Johann Gottlob „Hans“ Rollwagen (* 21. April 1868 in Schleusingen; † 28. September 1912 in Musau, Tirol, Österreich) war ein deutscher Verleger und bayerischer Politiker der SPD. Von 1905 bis 1912 war er Mitglied der Kammer der Abgeordneten im Bayerischen Landtag. Er gilt als der bedeutendste Repräsentant der schwäbischen Arbeiterbewegung nach der Jahrhundertwende.

## Leben und politische Karriere

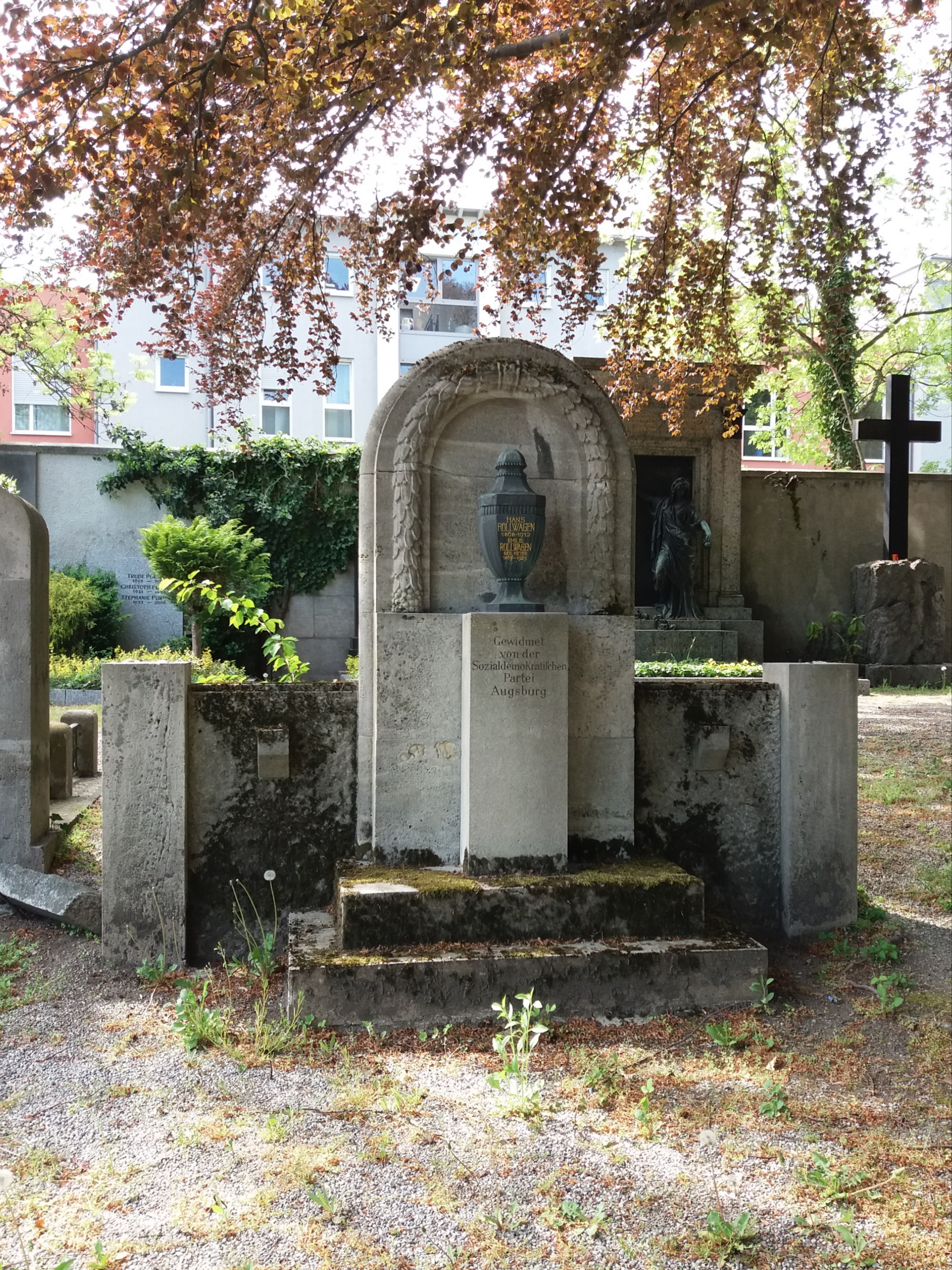
Grabstätte von Hans und Emilie Rollwagen auf dem Protestantischen Friedhof Augsburg

Hans Rollwagen wurde im Frühjahr 1868 als ältester Sohn des Weißgerbers Friedrich Gottlob Rollwagen (1843–1897) und dessen Ehefrau Regina Elisabetha Albertus (1846–1926) in Schleusingen im Landkreis Hildburghausen im fränkisch geprägten südlichen Thüringen geboren. Nach dem Besuch der Volks- und Realschule absolvierte er von 1882 bis 1886 in Nördlingen eine Lehre als Schriftsetzer. Ab 1892 war er im erlernten Beruf zunächst bei den Augsburger Neuesten Nachrichten und ab 1895 als Korrektor bei der Augsburger Abendzeitung tätig. Im Jahr 1898 wurde er Teilhaber der Augsburger Buchdruckerei Reinecke & Co. und im Jahr 1900 Leiter der Buchdruckerei E. Rollwagen. Im selben Jahr gründete er die sozialdemokratische Augsburger Volkszeitung (ab 1905 Schwäbische Volkszeitung), als deren Chefredakteur er fungierte.
Ab 1906 war Rollwagen Erster Vorsitzender der Augsburger SPD und gehörte ab 1908 dem Augsburger Stadtrat an.
Im Jahr 1905 zog er als erster Augsburger Sozialdemokrat und einer von zwölf Vertretern der SPD in die Abgeordnetenkammer des 34. Bayerischen Landtags (1905–1907) ein. Dort gehörte er verschiedenen Ausschüssen an, darunter der Ausschuss für Gegenstände der Finanzen und Staatsschuld, der Ausschuss zur Beratung von Anträgen, die Verbesserung der wirtschaftlichen Verhältnisse im Königreiche Bayern betreffend und der Ausschuss zur Beratung des Entwurfs eines Gesetzes zur Abänderung der bayerischen Heimat- und Armengesetzgebung. Auch bei den beiden folgenden Wahlen in den Jahren 1907 (35. Landtag, 1907–1911) und 1912 (36. Landtag, 1912–1918) errang Rollwagen wieder Landtagsmandate.
Hans Rollwagen wurde nur 44 Jahre alt. Er hatte die Augsburger Gruppe der Umweltorganisation Naturfreunde gegründet und verbrachte seine Freizeit bevorzugt in den Tannheimer Bergen. Am 28. September 1912 verunglückte er bei einer Bergtour am Gipfel des Schartschrofen in Musau (Tirol) tödlich. Dort wurde im Jahr 1916 eine Gedenktafel für ihn angebracht. 
Die Urne mit seiner Asche wurde am 6. Oktober 1912 auf dem Protestantischen Friedhof in Augsburg beigesetzt. Berichten zufolge folgte ein Trauerzug mit 15.000 Menschen seiner Urne auf dem Weg vom Augsburger Hauptbahnhof zum Friedhof. Dort befindet sich bis heute sein Grab mit einer Widmung der SPD.
Im Augsburger Stadtteil Pfersee-Süd wurde 1982 die Hans-Rollwagen-Straße nach ihm benannt.

## Familie
Hans Rollwagen war seit 1892 mit Emilie Marie Meyer (1867–1925) verheiratet. Der einzige Sohn des Ehepaares war der SPD-Politiker und ehemalige Oberbürgermeister von Bayreuth, Hans Rollwagen (1892–1992).

## Ehrungen
- Hans-Rollwagen-Straße in Augsburg-Pfersee
- Grabmal auf dem Protestantischen Friedhof Augsburg mit Widmung der SPD